# Kabinett Ikeda I

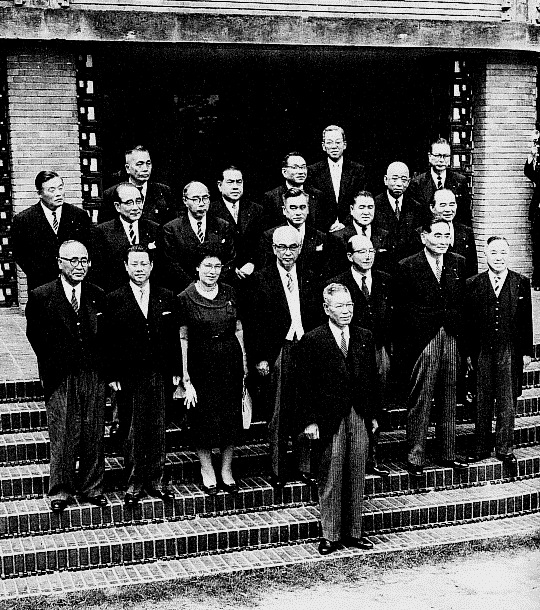
Das Kabinett nach Amtsantritt

Das Kabinett Ikeda I (jap. 第1次池田内閣, dai-ichi-ji Ikeda naikaku) wurde am 19. Juli 1960 in Japan von Premierminister Ikeda Hayato von der Liberaldemokratischen Partei (LDP) gebildet. Es löste das Kabinett Kishi II ab und blieb bis zum 8. Dezember 1960 im Amt, woraufhin es vom Kabinett Ikeda II abgelöst wurde.
Dem Kabinett gehörten folgende Mitglieder an:
| Amt | Amtsinhaber          | Beginn der Amtszeit | Ende der Amtszeit |
| --- | -------------------- | ------------------- | ----------------- |
| Premierminister                                                                                        | Ikeda Hayato         | 19. Juli 1960       | 8. Dezember 1960  |
| Außenminister                                                                                          | Kosaka Zentarō       | 19. Juli 1960       | 8. Dezember 1960  |
| Justizminister                                                                                         | Kojima Tetsuzō       | 19. Juli 1960       | 8. Dezember 1960  |
| Finanzminister                                                                                         | Mizuta Mikio         | 19. Juli 1960       | 8. Dezember 1960  |
| Bildungsminister Leiter der Behörde für Wissenschaft und Technologie                                   | Araki Masuo          | 19. Juli 1960       | 8. Dezember 1960  |
| Ministerin für soziale Fürsorge                                                                        | Nakayama Masa        | 19. Juli 1960       | 8. Dezember 1960  |
| Minister für Landwirtschaft und Forsten                                                                | Nanjō Tokuo          | 19. Juli 1960       | 8. Dezember 1960  |
| Minister für Internationalen Handel und Industrie                                                      | Ishii Mitsujirō      | 19. Juli 1960       | 8. Dezember 1960  |
| Verkehrsminister                                                                                       | Minami Yoshio        | 19. Juli 1960       | 8. Dezember 1960  |
| Minister für Post und Telekommunikation                                                                | Suzuki Zenkō         | 19. Juli 1960       | 8. Dezember 1960  |
| Arbeitsminister                                                                                        | Ishida Hirohide      | 19. Juli 1960       | 8. Dezember 1960  |
| Bauminister Vorsitzender der Kommission zur Entwicklung des Hauptstadtgebiets                          | Hashimoto Tomisaburō | 19. Juli 1960       | 8. Dezember 1960  |
| Minister für lokale Selbstverwaltung Vorsitzender der Nationalen Kommission für Öffentliche Sicherheit | Yamazaki Iwao        | 19. Juli 1960       | 13. Oktober 1960  |
| Minister für lokale Selbstverwaltung Vorsitzender der Nationalen Kommission für Öffentliche Sicherheit | Sutō Hideo           | 13. Oktober 1960    | 8. Dezember 1960  |
| Leiter der Verwaltungsaufsichtsbehörde                                                                 | Takahashi Shintarō   | 19. Juli 1960       | 8. Dezember 1960  |
| Leiter der Behörde für die Entwicklung von Hokkaidō                                                    | Nishigawa Jingorō    | 19. Juli 1960       | 8. Dezember 1960  |
| Leiter der Verteidigungsbehörde                                                                        | Esaki Masumi         | 19. Juli 1960       | 8. Dezember 1960  |
| Leiter des Wirtschaftsplanungsamts                                                                     | Sakomizu Hisatsune   | 19. Juli 1960       | 8. Dezember 1960  |
| Chefkabinettssekretär                                                                                  | Ōhira Masayoshi      | 19. Juli 1960       | 8. Dezember 1960  |
| Chef des Premierministerialamts                                                                        | Fujieda Sensuke      | 19. Juli 1960       | 8. Dezember 1960  |

Leiter des Legislativbüros des Kabinetts blieb wie schon für die Vorgängerkabinette Hayashi Shūzō, parlamentarische stellvertretende Chefs des Kabinettssekretariats wurden   am 22. Juli 1960 Sasaki Morio und Ogawa Heiji, stellvertretender Chef des Premierministeramts Satō Asao (?, 佐藤 朝生).